# Daniel Gimeno-Traver
Daniel Gimeno-Traver (ur. 7 października 1985 w Walencji) – hiszpański tenisista.

## Kariera tenisowa
W gronie profesjonalistów od 2004 roku.
W grze pojedynczej wielokrotnie wygrywał turnieje rangi ATP Challenger Tour. W 2015 roku w Casablance osiągnął swój pierwszy singlowy finał cyklu ATP World Tour, w którym przegrał z Martinem Kližanem.
W turniejach gry podwójnej najlepszym wynikiem Hiszpana jest zwycięstwo w parze z Frederico Gilem w lutym 2012 roku w Viña del Mar. W finale pokonali Pablo Andújara oraz Carlosa Berlocqa 1:6, 7:5, 12–10. Hiszpan uczestniczył także w 1 przegranym deblowym finale.
Najwyżej w rankingu singlistów sklasyfikowany był na 48. miejscu (18 marca 2013), a w rankingu deblistów na 63. pozycji (6 lutego 2012).

### Finały w turniejach ATP World Tour
| Legenda                                      |
| -------------------------------------------- |
| Wielki Szlem                                 |
| Igrzyska olimpijskie                         |
| Tennis Masters Cup / ATP Finals              |
| ATP Masters Series / ATP Tour Masters 1000   |
| ATP International Series Gold / ATP Tour 500 |
| ATP International Series / ATP Tour 250      |

#### Gra pojedyncza (0–1)
| Końcowy wynik | Nr | Data             | Turniej    | Nawierzchnia | Przeciwnik    | Wynik finału |
| ------------- | -- | ---------------- | ---------- | ------------ | ------------- | ------------ |
| Finalista     | 1. | 12 kwietnia 2015 | Casablanca | Ceglana      | Martin Kližan | 2:6, 2:6     |

#### Gra podwójna (1–1)
| Końcowy wynik | Nr | Data           | Turniej         | Nawierzchnia | Partner       | Przeciwnicy                  | Wynik finału    |
| ------------- | -- | -------------- | --------------- | ------------ | ------------- | ---------------------------- | --------------- |
| Finalista     | 1. | 12 lutego 2011 | Costa do Sauipe | Ceglana      | Pablo Andújar | Marcelo Melo Bruno Soares    | 6:7(4), 3:6     |
| Zwycięzca     | 1. | 5 lutego 2012  | Viña del Mar    | Ceglana      | Frederico Gil | Pablo Andújar Carlos Berlocq | 1:6, 7:5, 12–10 |